# Francis Garnier
Marie Joseph François Garnier, llamado Francis Garnier (en vietnamita: Ngạc Nhi; Saint-Étienne, 25 de julio de 1839 - muerto en combate en Hanói, 21 de diciembre de 1873) fue un oficial de la Marina francesa, inspector de Asuntos Indígenas de la Cochinchina y explorador. 
Se hizo famoso por haber pasado la mayor parte de su vida explorando el Mekong, convirtiéndose en líder de la Misión de Exploración del Mekong. Su carrera como oficial y sus hazañas de armas en Tonkin y su final heroico —que allanaron el camino para la conquista final francesa de Tonkin en la década de 1880— lo convirtieron en una de las figuras más destacadas de la Armada francesa durante el período colonial francés.

## Biografía

### Infancia y formación
Francis Garnier nació el 25 de julio de 1839 en Saint-Étienne, siendo el segundo hijo de Alexandre Garnier (1802-1891) —un legitimista convencido de que rompió su espada de oficial en 1830— y de Anne Marie Félicité Garnier. Después de realizar unos buenos estudios en la escuela secundaria de Montpellier, en 1855, a los 16 años, Ingresó en la ingresó en la École Navale, para consternación de su familia, que desaprobaba la carrera militar por considerarla peligrosa. Por sus pensamientos ambiciosos, su coraje y su pasión a pesar de su pequeño tamaño, sus compañeros de la Escuela Naval lo habían apodado «Mademoiselle Bonaparte»

### Familia
Francis se casó en 1870 en Aviñón con Claire Knight (1848-1923) con quien tuvo dos hijos: Anne Garnier (1871-1904) y Georgette, que murió poco tiempo después de su nacimiento en 1873 durante el viaje que llevaba a la familia a Tonkin. El hermano de Francis, Léon Garnier (1836-1901), empleado en la prefectura del Sena, apoyó a su hermano en sus exploraciones. Se encargara de publicar uno de sus folletos en 1865 y de coordinar la impresión delVoyage d'exploration en Indo-chine. Casado con Louise Vapereau, la hija del famoso Louis Gustave Vapereau, su nombre aparece en el Dictionnaire universel des contemporains

### Una carrera militar trágica

#### La expedición en China
A su salidad de la escuela naval en 1857, realizó viajes a Brasil y los mares del Sur. Se embarcó hacia China en 1860 y permaneció allí durante dos años. A principios de 1860, Garnier, de 20 años, que entonces servía como aspirante en el Duperré durante la segunda guerra del Opio, saltó por la noche a un mar tormentoso para salvar la vida de un teniente de caballería que había caído por la borda. Por este acto de valentía, Garnier fue ascendido inmediatamente a alférez (enseigne) y pasó a formar parte del estado mayor del almirante Léonard Victor Charner, participó en la toma de Pekín y también presenció el saqueo del Palacio de Verano en octubre de 1860.
Bajo el mando del almirante Charner luchó en la guerra de Cochinchina y participó notablemente en el asalto a las líneas de Kỳ Hòa.

#### Administrador de Cholón
Después de una breve estancia en Francia, regresó a la Cochinchina francesa en 1863. Primero se le confió el mando de una compañía de fusileros marinos en el puesto del Rach Gia. A finales de 1863, entró en los Asuntos indígenas en tanto que pasante bajo el mando del prefecto Henri Rieunier, a quien debía reemplazar y que, como él, era alférez en el estado mayor del almirante Léonard Victor Charner. Luego fue responsable de la administración de la ciudad china de Cholon, un suburbio de Saigón, donde sus amigos lo apodaron «el pequeño prefecto de Cholon».
En 1864 y 1865 publicó dos folletos en los que analizaba la situación política, económica y social de la Cochinchina francesa.

#### Exploración de los ríos Mekong (1866-1868) y Yangtzé

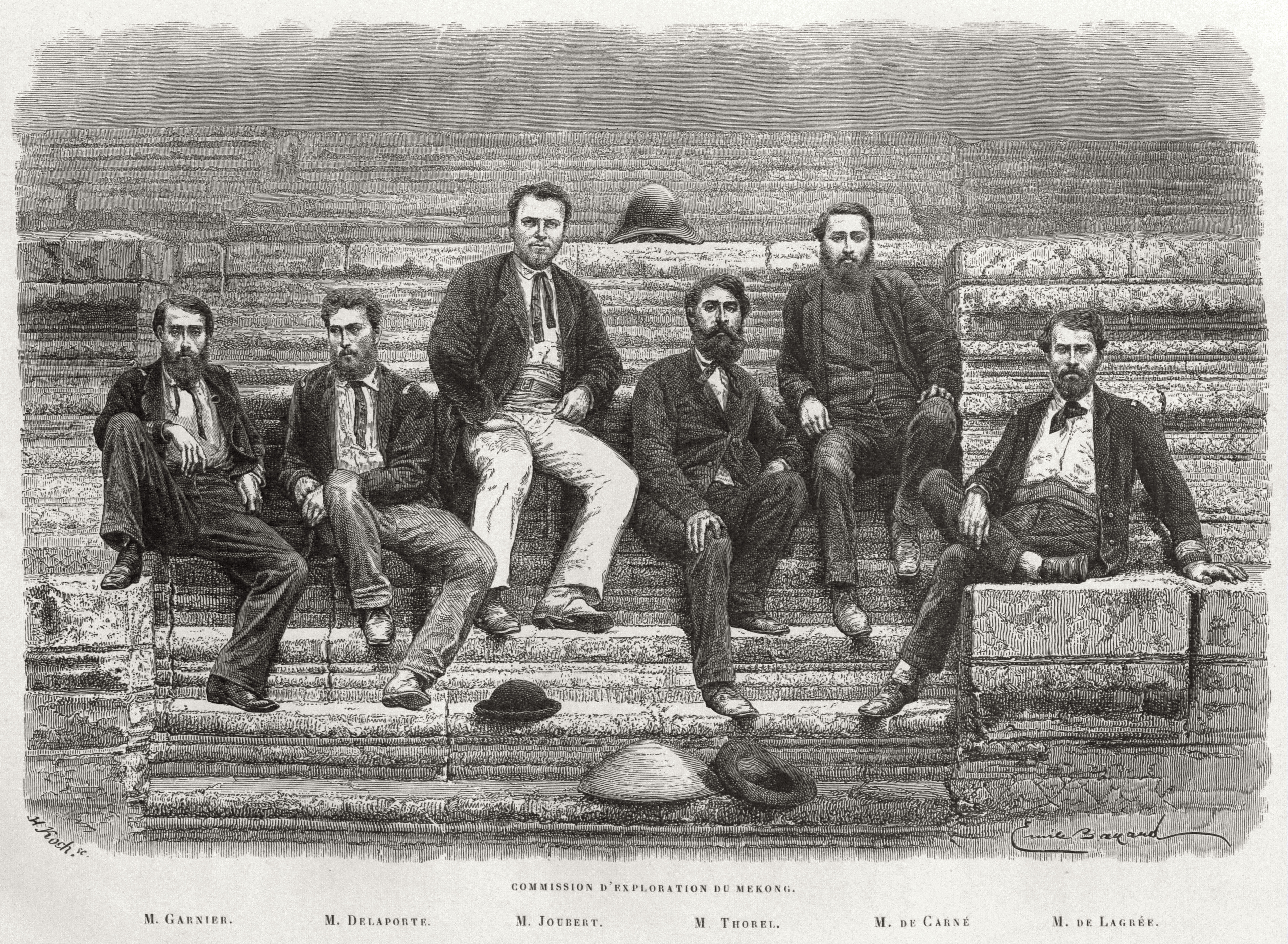
Misión de Exploración del Mekong en Angkor Wat. Garnier en el extremo izquierdo.

Por sugerencia suya, el marqués de Chasseloup-Laubat decidió enviar una misión para explorar el valle del río Mekong, pero como Garnier no se consideraba lo suficientemente mayor para ser puesto al mando, la autoridad principal fue confiada al capitán de fragata Ernest Doudard de Lagrée. Participaban en la Misión de Exploración del Mekong, además de Lagrée y Garnier, el geólogo Lucien Joubert, cirujano de marina de 2.ª clase, del botánico Clovis Thorel, cirujano de marina de 3.ª, del dibujante Louis Delaporte, alférez naval y de Louis de Carné (hijo), estudiante consular y agente del Ministerio de Asuntos Exteriores, le hizo famoso. 
La expedición salió de Saigón el 5 de junio de 1866, bajo el patrocinio del vicealmirante Pierre-Paul de La Grandière, y se dispuso a remontar el Mekong. Como segundo al mando, Francis Garnier, era responsable, en particular, de los trabajos de hidrografía y meteorología, así como de la cartografía del curso del Mekong.
Tras la muerte de Doudart de Lagrée, en Yunnan, tomó el mando de la misión, llegando al valle del Yangtze que descendió hasta Shanghái. Regresó a Saigón dos años después de su partida, en julio de 1868. 
Inmediatamente regresó a Francia, donde fue asignado al Depósito de Planos y Mapas Navales. Allí terminó de escribir su informe de la misión. Recibió un premio que compartiría con David Livingstone en el Congreso Geográfico de 1869 en Amberes.
En el transcurso de la expedición —por citar las palabras de sir Roderick Murchison dirigidas al joven viajero cuando, en 1870, recibió la Medalla del Patrón de la Royal Geographical Society de Londres— «desde Kratié en Camboya hasta Shanghai, se atravesaron 5392 millas, y de ellas, 3625 millas, principalmente de tierras desconocidas para la geografía europea, fueron examinadas con cuidado y las posiciones fijadas mediante observaciones astronómicas, siendo casi la totalidad de las observaciones realizadas por el propio Garnier».
En 1871 compartió con David Livingstone la Medalla de Honor de la Société de géographie de la que era miembro desde su regreso. 
Solicitó y obtuvo una licencia sin sueldo durante la cual se mudó a Shanghái con su esposa, Claire. Continuó su labor de reconocimiento en el curso superior del Mekong. Pasó varios meses explorando, solo, Yunnan y el Tíbet, cuando el contraalmirante Dupré, entonces gobernador de Cochinchina, lo llamó para una misión diplomática.
Garnier se ofreció como voluntario para liderar un destacamento a Dali, la capital del sultán Suleiman, soberano de los rebeldes musulmanes panthay en Yunnan, y llevó a cabo con éxito una empresa más que aventurera. Cuando poco después Lagrée murió, Garnier asumió naturalmente el mando de la expedición y la condujo con seguridad hasta el río Yangtze y, por tanto, hasta la costa china. A su regreso a Francia fue recibido con entusiasmo. La preparación de su narrativa se vio interrumpida por la guerra franco-prusiana.

## Guerra franco-prusiana
Durante el sitio de París (1870-1871), Garnier sirvió como oficial principal del estado mayor del almirante al mando del octavo sector. Sus experiencias durante el asedio se publicaron de forma anónima en el feuilleton de Le Temps, y aparecieron por separado como Le Siège de Paris, journal d'un officier de marine (1871).
Un día, mientras llevaba un carro lleno de municiones al fuerte de Vanves junto con 40 compañeros de combate, el convoy fue objeto de una brutal lluvia de proyectiles prusianos. Todos los hombres supervivientes huyeron abandonando su misión, excepto Garnier y un hombre de la Guardia Nacional que aguantó y llevaron la carreta a su destino, solo ellos dos.
Al regresar a Cochinchina, encontró que las circunstancias políticas del país eran desfavorables para futuras exploraciones, por lo que viajó a China y en 1873 siguió el curso superior del río Yangtze hasta las cascadas.

## Intervención en Tonkín

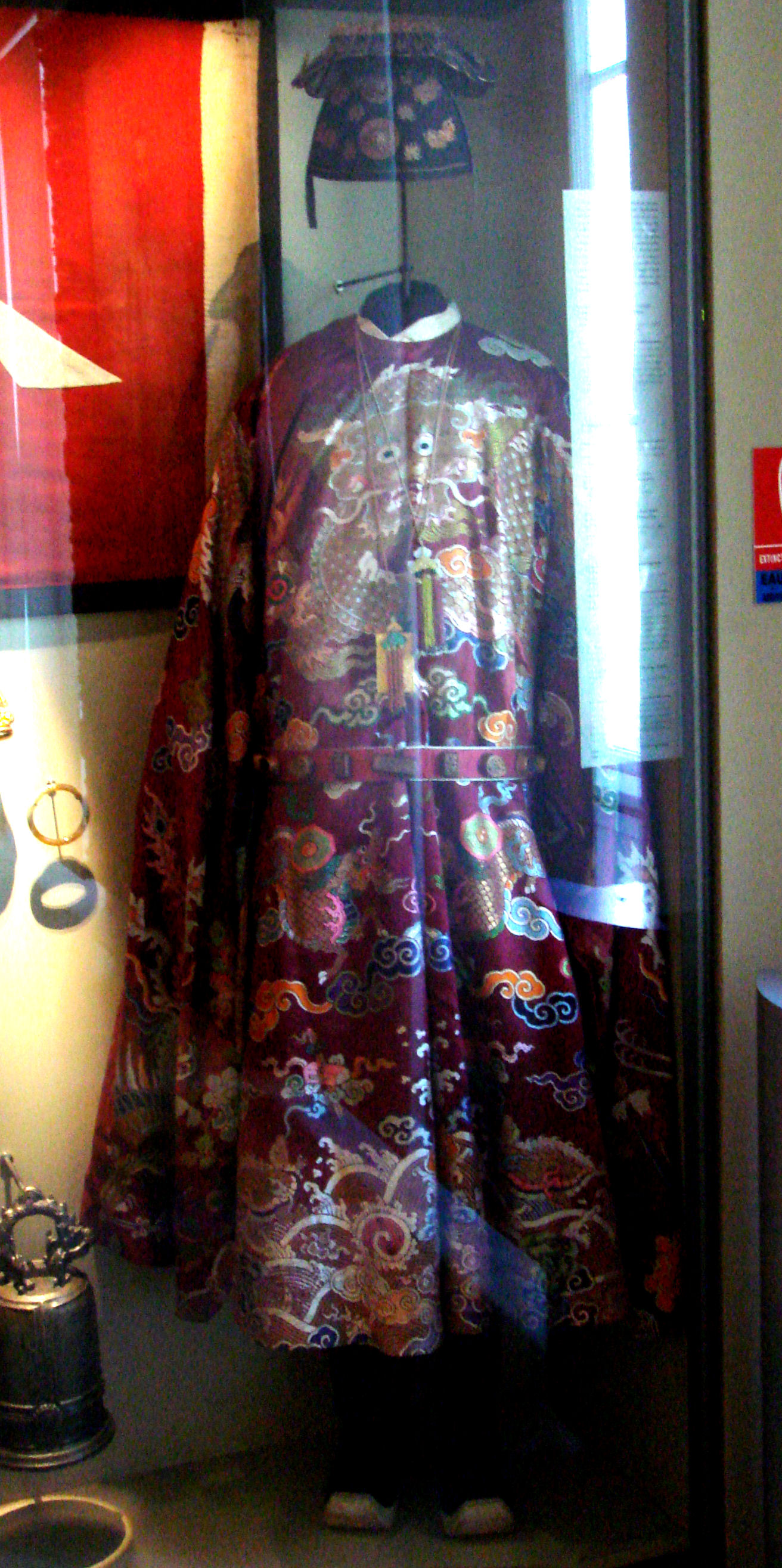
Vestido ceremonial de Nguyễn Tri Phương, tomado como trofeo por Garnier.

A finales del verano de 1873, un litigio entre el comerciante francés Jean Dupuis y las autoridades vietnamitas había creado una crisis diplomática en Hanói entre Francia y el Imperio de Annam. A petición de la corte imperial vietnamita, el almirante Dupré envió a Garnier para resolver la disputa y expulsar a Dupuis y sus mercenarios de Tonkin. La fuerza expedicionaria de Garnier estaba formada por 180 hombres y dos cañoneras.
Garnier partió de Saigón con la mitad de la fuerza expedicionaria el 11 de octubre de 1873 y llegó a Hanói el 5 de noviembre. Cuando Garnier y sus hombres llegaron a la ciudad, ni el general Nguyễn Tri Phương ni ninguno de sus mandarines fueron a su encuentro. Dupuis, sin embargo, dio una calurosa bienvenida a los franceses. Después de reunirse con Dupuis, Garnier intentó negociar con las autoridades locales, pero como los mandarines se negaron a negociar, comenzó a considerar una acción militar. El 12 de noviembre llegó el resto de la fuerza expedicionaria y Garnier decidió capturar la ciudad a pesar de no haber recibido órdenes para hacerlo.
El 20 de noviembre al amanecer, Garnier y sus 180 hombres, ayudados por unas pocas docenas de mercenarios chinos de Dupuis, asaltaron la ciudadela de Hanói, ciudad de 80.000 habitantes y capital de la provincia de Tonkín, que estaba defendida por 7000 soldados anamitas. Completamente estupefactos por el ataque francés, los defensores se desempeñaron mal, y cuando el general Nguyễn Tri Phương resultó gravemente herido, su moral colapsó por completo. Cuando las tropas francesas entraron por las puertas del sur, la mayoría de los defensores huyeron por la puerta norte. En menos de una hora, los franceses habían capturado la ciudadela. La única baja francesa fue uno de los mercenarios chinos de Dupuis, que había sido asesinado accidentalmente por marineros franceses. Sin embargo, las bajas vietnamitas fueron numerosas, ya que habían perdido 80 muertos, 300 heridos y 2000 capturados. Nguyễn Tri Phương resultó gravemente herido y murió a causa de sus heridas el 20 de diciembre. Su hijo, cuñado del emperador Tự Đức, murió en batalla.
Envalentonados por esta aplastante victoria, Garnier y sus hombres pronto lanzaron una campaña militar no autorizada que resultó en la conquista de todo el delta del río Rojo en dos semanas. Uno de sus subordinados, el alférez Balny d'Avricourt, de 24 años, conquistó las ciudadelas de Phu Ly y Hai Duong con sólo 30 hombres. El 5 de diciembre, el aspirante Hautefeuille, de 21 años, capturó la ciudadela de Ninh Binh, defendida por 1700 soldados con seis marineros y un intérprete vietnamita después de tomar como rehén al gobernador. El 11 de diciembre, el propio Garnier conquistó la ciudadela de Nam Dinh, y la fuerza expedicionaria sufrió sus primeras bajas: cinco marineros resultaron heridos.
Con la caída de Nam Dinh el 11 de diciembre, las fuerzas francesas tenían el control de todo el delta del río Rojo.

## Muerte en batalla cerca de Hanói

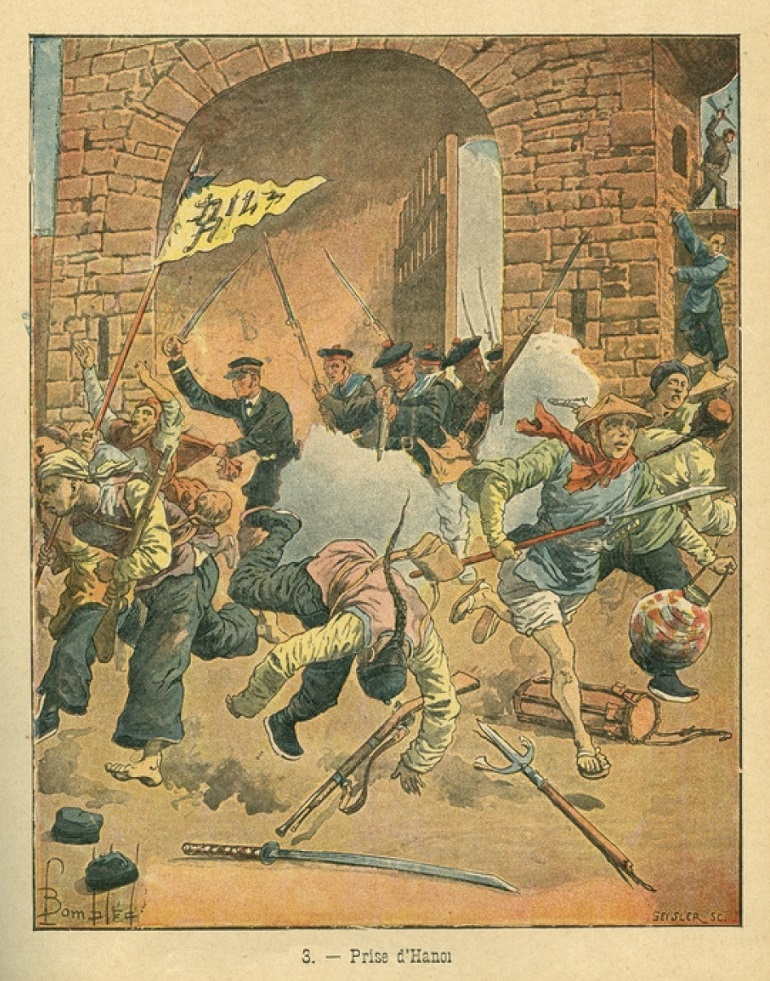
Toma de Hanói por los hombres de Garnier

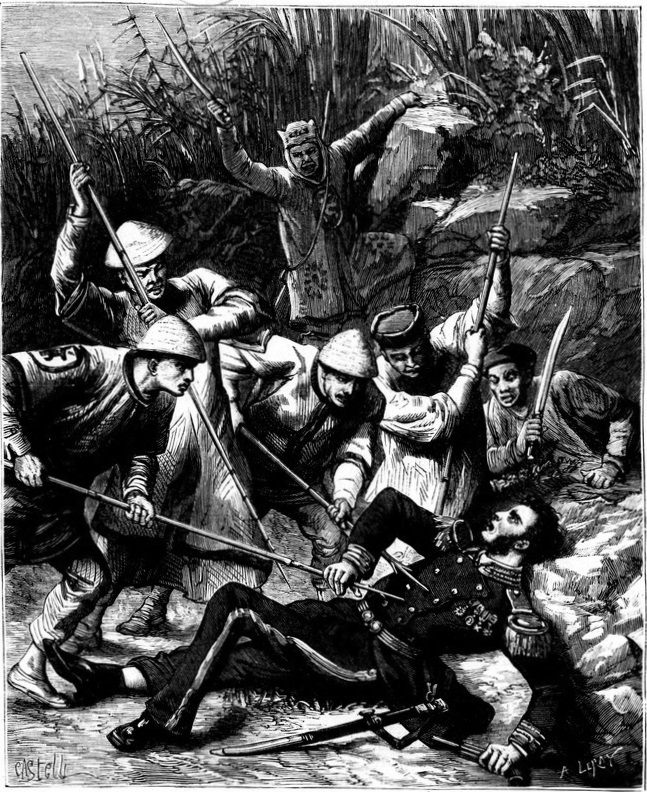
Muerte de Francis Garnier a manos de las Banderas Negras

Totalmente abrumadas por la conquista relámpago francesa, las autoridades vietnamitas habían buscado la ayuda de Liu Yongfu y su Ejército de la Bandera Negra, un grupo de forajidos chinos, compuesto en gran parte por veteranos de la rebelión Taiping, que se habían instalado en el norte de Vietnam.
El 21 de diciembre de 1873, Liu Yongfu y alrededor de 600 banderas negras, marchando bajo una enorme pancarta negra, se acercaron a la puerta oeste de Hanói. Un gran ejército anamita los seguía desde lejos. Garnier comenzó a bombardear a los banderas negras con una pieza de campaña montada sobre la puerta, y cuando comenzaron a retroceder, dirigió un grupo de 18 infantes de marina y marineros franceses fuera de la ciudad para perseguirlos, con la esperanza de infligir algún golpe decisivo. El contraataque fracasó. Garnier, liderando a tres hombres cuesta arriba en un ataque con bayoneta contra un grupo de banderas negras, fue apuñalado y asesinado a machetazos por varios banderas negras después de tropezar en un curso de agua. El joven enseigne de vaisseau Adrien-Paul Balny d'Avricourt encabezó una columna igualmente pequeña fuera de la ciudadela para apoyar a Garnier, pero también fue asesinado a la cabeza de sus hombres. Tres marineros franceses también murieron en estas incursiones y los demás huyeron a la ciudadela después de la caída de sus oficiales.
El coronel Thomazi, historiador de la Indochina francesa, dio la siguiente descripción detallada de los últimos momentos de Garnier:

Al mediodía del 21 de diciembre estaba reunido con los embajadores cuando llegó corriendo un intérprete anunciando que bandas de banderas negras estaban atacando la ciudad por la puerta occidental. Inmediatamente se apresuró al lugar, pero algunos de sus hombres habían llegado antes que él y su fuego había sido suficiente para obligar a los bandidos a retirarse detrás de los setos de bambú. En ese momento llegó un arma calibre 40 milímetros. Garnier reunió a una docena de hombres, tres de los cuales arrastraron este pequeño cañón, y abandonaron la ciudad corriendo para perseguir al enemigo. Como el arma no podía moverse lo suficientemente rápido por los campos, la dejó atrás con sus artilleros. Luego dividió a los nueve hombres que permanecían con él en tres grupos. Los dos primeros grupos se alejaron a izquierda y derecha para reunirse más adelante, mientras él marchaba en el medio, seguido sólo por dos hombres. A un kilómetro y medio del pueblo se encontró frente a un dique, resbaló y cayó al intentar cruzarlo. Algunos banderas negras escondidas detrás del dique salieron corriendo, mientras que otras abrieron fuego. En ese momento los dos hombres que acompañaban a Garnier estaban a 100 metros detrás de él. Uno de ellos murió de un balazo y el otro resultó herido. Garnier gritó: "¡A mí, muchachos valientes, y les daremos una paliza!" Luego disparó las seis balas de su revólver en un intento de salvarse, pero los bandidos lo rodearon, lo atravesaron con sables y lanzas, le cortaron la cabeza, mutilaron odiosamente su cadáver y huyeron. Los otros dos grupos, que se apresuraron al escuchar el sonido de los disparos, sólo pudieron recuperar su cadáver ensangrentado y llevarlo de regreso a Hanói.
At midday on 21 December he was in conference with the ambassadors when an interpreter ran up, announcing that bands of Black Flags were attacking the town by the western gate. He immediately hurried to the spot, but some of his men had got there before him, and their fire had sufficed to force the bandits to retreat behind the bamboo hedges. A 40-millimetre gun arrived at this moment. Garnier rallied a dozen men, three of whom dragged this small cannon, and left the town at a run to pursue the enemy. As the gun could not move quickly enough across the fields, he left it behind with its gunners. He then divided the nine men who remained with him into three groups. The first two groups moved off to the left and the right, to rejoin one another further on, while he marched in the middle, followed only by two men. One and a half kilometres from the town he found himself in front of a dyke, and slipped and fell while trying to cross it. Some Black Flags hidden behind the dyke ran out, while others opened fire. At this moment the two men who were accompanying Garnier were 100 metres behind him. One of them was killed by a bullet and the other wounded. Garnier cried, 'To me, brave boys, and we'll give them a thrashing!' He then fired the six rounds from his revolver in an attempt to rescue himself, but the bandits surrounded him, pierced him with thrusts of sabres and lances, cut off his head, odiously mutilated his corpse, and ran away. The two other groups, rushing up to the sound of the shooting, were only able to recover his bloodied corpse and bring it back to Hanoi.
Conquête, Coronel Thomazi

A pesar de haber matado al líder de la fuerza francesa, los banderas negras y los anamitas se retiraron sin haber retomado Hanói. Aunque la muerte de Garnier fue un duro golpe para la fuerza expedicionaria, sus hombres mantuvieron el control de toda la región. Sin embargo, el gobierno francés, que no había planeado lanzarse a una guerra contra Annam después de la derrota contra Prusia en 1870, desautorizó su conquista y a principios de 1874 se organizó una segunda expedición dirigida por el teniente Paul-Louis-Félix Philastre para repatriar a los hombres de Garnier que todavía ocupaban las principales ciudades de Tonkin.
Las cabezas de Garnier, Balny d'Avricourt y los otros tres marineros franceses muertos en el ataque del 21 de diciembre fueron devueltas a los franceses el 6 de enero.
El 15 de marzo de 1874 se firmó el Tratado de Saigón entre Francia y Vietnam. A cambio de que Francia devolviera las ciudades conquistadas, Vietnam reconoció formalmente la soberanía francesa sobre la Cochinchina, abrió el río Rojo al comercio francés y permitió el establecimiento de pequeñas guarniciones francesas en Hanói y Haiphong.
En 1883, nueve años después de la muerte de Francis Garnier, el oficial naval francés Henri Rivière también fue asesinado por el Ejército de la Bandera Negra en Tonkín, en circunstancias notablemente similares. Garnier y Rivière fueron honrados durante el período colonial francés como los dos mártires franceses más destacados de la conquista de Tonkín. En 1884, durante la guerra chino-francesa, dos cañoneras de la Flotilla Tonkin recibieron el nombre de los dos hombres. Durante el asedio de Tuyên Quang (noviembre de 1884 a marzo de 1885), las Banderas Negras de Liu Yung-fu, que formaban parte del ejército chino sitiador, se burlaron de los hombres de la guarnición francesa cantando los nombres de sus dos víctimas más famosas: «¡Garnier! ¡Rivière! ¡Garnier! ¡Rivière!»

### Exequias fúnebres

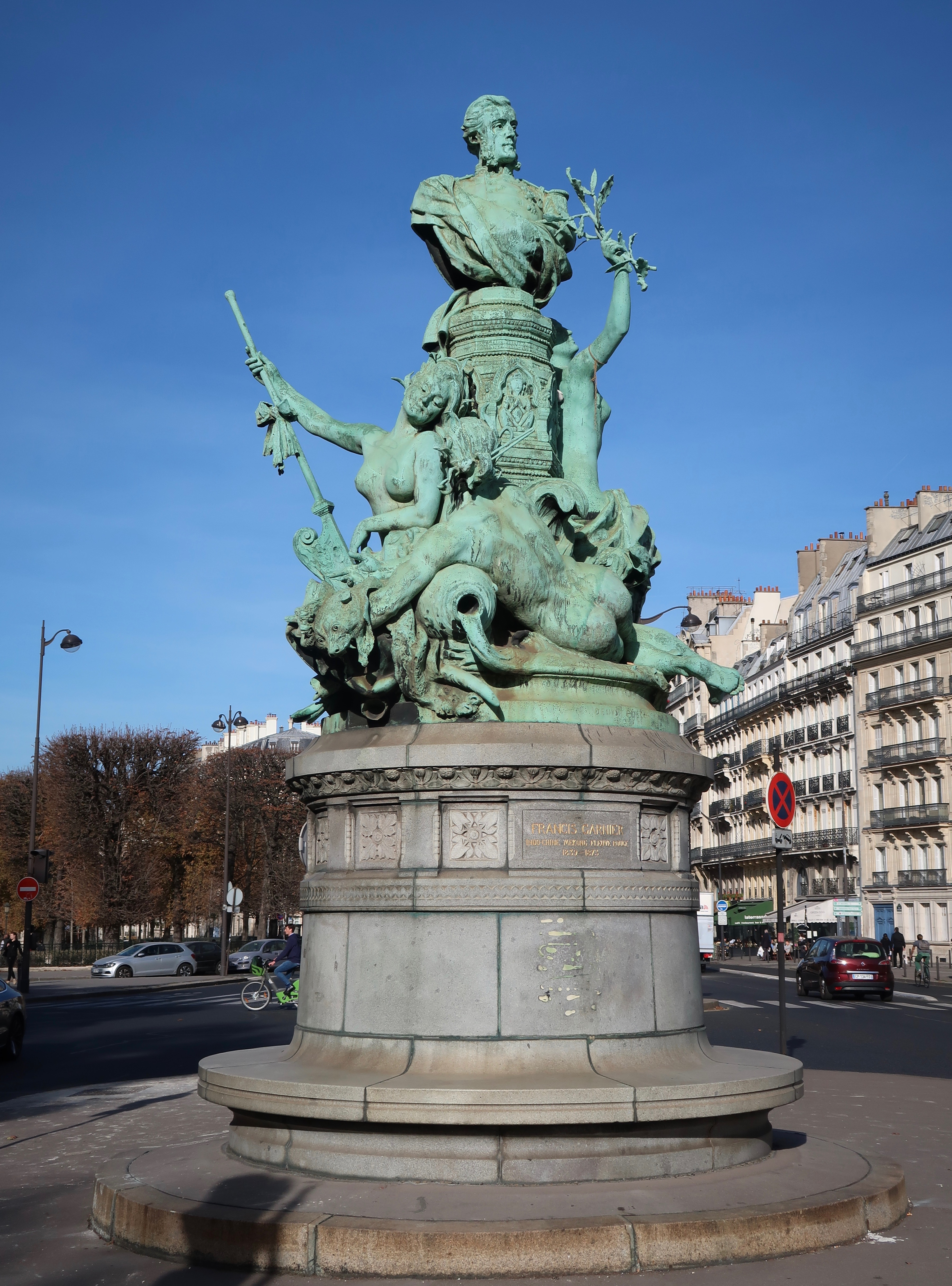
Monumento que contiene las cenizas de Francis Garnier en el VI Distrito de París

Su cuerpo fue llevado a Saigón en 1875, donde fue enterrado en el cementerio francés, junto al de Doudart de Lagrée. Sólo diez años después de la muerte de Garnier, Francia tomó la decisión de continuar la conquista de Vietnam, lanzando la expedición Tonkin. 
En 1983, cuando el cementerio fue destruido, Jean-François Parot, cónsul general de Francia en Saigón, buscó exhaustivamente las dos tumbas. Hizo exhumar e incinerar los restos de los dos hombres y luego sugirió al Ministro de Defensa que los transportaran a Singapur, donde harían escala el portahelicópteros Jeanne d'Arc y su escolta el Doudard de Lagrée. Dos emotivas ceremonias a bordo marcan el embarque de las urnas funerarias.
En 1987, las cenizas de Garnier fueron depositadas en el Monumento a Francis Garnier, un monumento decorado con su busto por el escultor Denys Puech que se encuentra en la plaza Camille-Jullian, en el límite de los distritos V y VI de París.

## Reconocimientos

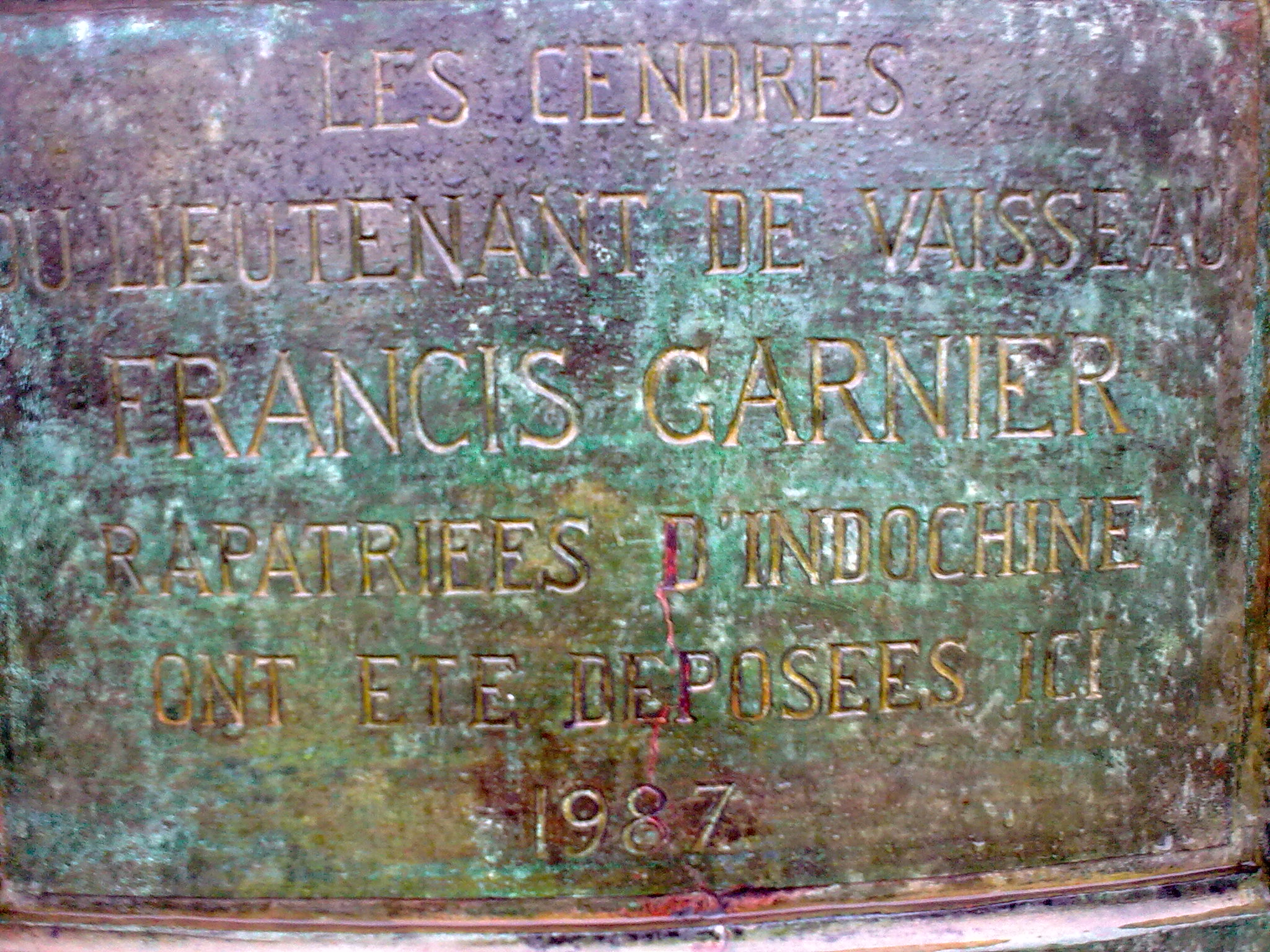
Placa conmemorativa

Francis Garnier ha dado su nombre a cinco barcos de la Armada francesa. Un buque de guerra recibió su nombre durante la Segunda Guerra Mundial, pero fue hundido después de un enfrentamiento con los japoneses, cerca de la ciudad camboyana de Kratié.
En 1973 se construyó un nuevo barco, el Francis Garnier (L9031). Todavía está en servicio y se le ordenó ayudar en los esfuerzos humanitarios tras el terremoto de Haití de 2010 como parte de la Opération Séisme Haiti 2010. Salió de Martinica con 60 efectivos del ejército, vehículos terrestres y excavadoras ; y varios envíos de socorro. El último fue el segundo de la clase Champlain, una embarcación de transporte ligero. El 'Francis Garnier fue desarmado el 16 de febrero de 2011. 
En 1911, la ciudad de Beni Haoua en la Argelia francesa pasó a llamarse «Francis Garnier» y conservó este nombre hasta la independencia en 1962. 
El premio Francis Garnier de la Société de géographie creado en 1903, recompensa los trabajos científicos sobre diversas partes del mundo.
En 1870 Francis Garnier recibió la Medalla del Patrón de la Royal Geographical Society de Londres, el más alto honor que puede recibir un explorador de cualquier nación.
Desde 1932, la rue Francis Garnier le rinde homenaje en París 17e, en el lugar del baluarte n.º 12 del muro de Thiers. 
En 1943, en la Indochina francesa, se emitió un sello postal con su imagen en la «Serie de Marinos». Un segundo sello de la misma serie quedó sin emitir.
Georges Dupré realizó una medalla con su imagen para la Société de Géographie Commerciale de París, sección Saint Etienne.

## Distinciones
- Oficial de la Legión de Honor (26 de enero de 1872)[40]
- Medalla conmemorativa de la expedición china (1860)
- {Comendador de la Real Orden de Camboya[41]

### Escritos
- La Cochinchine française en 1864, París, E. Dentu, 1864, 48 p.
- De la colonisation de la Cochinchine, París, Challamel Aîné, 1865.
- Voyage d'exploration en Indo-chine, effectué pendant les années 1866, 1867 et 1868, París, Hachette, 1873 (rééd. La Découverte, 1985) Referencia vacía (ayuda)
- Atlas du voyage d'exploration en Indo-Chine : effectué pendant les années 1866, 1867 et 1868 par une Commission française, 2 volumes, París, Hachette, 1873
  - Première partie :  http://jubilotheque.upmc.fr/ead.html?id=GC_000005_002. Falta el |título= (ayuda)
  - Deuxième partie :  http://jubilotheque.upmc.fr/ead.html?id=GC_000005_003. Falta el |título= (ayuda)
- De Paris au Tibet : notes de voyage, París, Hachette, 1882. Ce récit a paru en feuilleton dans le journal le Temps du 30 juillet 1873 au 13 mars 1874.